# Sorø Akademi
Sorø Akademi er gennem tiden benyttet som navn på forskellige institutioner med tilknytning til Sorø Klosters tidligere bygninger. Klosteret blev overtaget af kronen i 1580, og den 10. august 1580 blev Peder Reedtz forlenet med Antvorskov og Sorø klostre. Fire år senere lod Frederik II sine sønner modtage undervisning i bygningerne, og i 1586 oprettede kongen en opdragelsesanstalt og skole for 30 adelige og 30 ikke-adelige disciple.
I 1623 oprettede Christian IV et ridderakademi på stedet, som bestod til 1665. I 1747 blev akademiet genoprettet af Frederik V og atter nedlagt 1798. I 1826 blev det atter genoprettet af Frederik VI og bestod som kongelig institution til 1849, hvor det overgik til privat eje.

## Historie

### Grundlæggelse
Efter reformationen i 1536 bestemte Christian III, at herreklostrene (cistercienserne og benediktinerne) skulle have lov at bestå, til de munke, der ikke ønskede at forlade klosterlivet, var døde. I Sorø døde den sidste munk i 1580. I denne periode fungerede Sorø Kloster bl.a. som skole til uddannelse af lutherske præster. I en fundats fra 14. april 1585 for denne skole fremgår det, at skolen skulle have 28 elever og 2 lærere.
Sorø (Akademis) Skole blev imidlertid først grundlagt ved en fundats af 31. maj 1586 udstedt af Frederik II. Kongen forhøjede ved denne fundats elevtallet til 30 adelige og 30 ikke-adelige elever. Han skænkede også skolen Sorø Klosters gods, der bestod af 377 bøndergårde og syv møller.

### Christian IV's ridderlige akademi
I 1623 oprettede Christian IV Sorø Akademi som et ridderakademi for unge adelsmænd. Akademiet fungerede som en slags overbygning til skolen.
Ved Christian IV's fundats af 10. maj 1643 blev akademiet omorganiseret og fik status som universitet.
Af fremtrædende undervisere ved Christian IV's akademi kan nævnes Stephen Hansen Stephanius, der i 1630 blev ansat som professor i veltalenhed (latin). Der var også den tysk-danske botaniker, læge og farmaceut Joachim Burser (de) (1583-1639), der fra 1625 var professor i medicin og fysik (en apotekshave opkaldt efter ham blev genskabt på Sorø Museum 2006).
Akademiet lukkede dog allerede i 1665.

### Frederik V's akademi
Akademiet blev først genetableret under Frederik V ved fundats af 7. juli 1747. I forbindelse med genetableringen af akademiet blev der opført en ny hovedbygning samt tre pavilloner, hvoraf Ingemanns og Molbechs huse stadig findes. De nye bygninger blev projekteret af hofbygmester Laurids de Thurah, og byggeriet blev gennemført af Holger Rosenkrantz.
Af fremtrædende undervisere ved Frederik V's akademi kan fremhæves Jens Kraft, der i 1747 blev professor i filosofi og matematik. Herudover blev Jens Schelderup Sneedorff på Holbergs anbefaling i 1751 professor i statsvidenskab og offentlig ret, og i 1761 blev den senere statsmand Ove Høegh-Guldberg professor i veltalenhed.
Ludvig Holberg (død 1754) testamenterede næsten hele sin formue til det nye akademi, men i 1798 lukkede også dette.
I 1813 nedbrændte akademibygningen.

### Det tredje akademi
1826 blev det tredje Sorø Akademi oprettet, og i en periode i den danske guldalder var Sorø et dansk kulturcentrum.
Forinden var man i 1823 begyndt at opføre en ny hovedbygning. Projektet var udarbejdet af Peder Malling og den samlede regning for byggeriet blev 300.000 rigsdaler. Den nye hovedbygning blev indviet af Frederik VI den 21. maj 1827. Hovedbygningen blev i perioden 1860-1870 dekoreret af Georg Hilker, der tillige dekorerede Københavns Universitets hovedbygning.
Blandt lærerne var digterne B.S. Ingemann og Carsten Hauch, komponisten Peter Heise (sanglærer 1857-65) og oversætteren Christian Wilster. Kulturpersonligheder som N.F.S. Grundtvig, H.C. Andersen og Bertel Thorvaldsen besøgte ofte akademiet. I 1849 lukkede også det tredje akademi.

## Sorø Akademis Skole
I dag fungerer Sorø Akademis Skole, eller blot "Akademiet," som alment gymnasium med ca. 620 elever, hvoraf ca. 140 bor på skolens kostskole. Det er landets eneste tilbageværende statsskole, og den hører således direkte under Ministeriet for Børn og Undervisning.
Bestyrelsen for Sorø Akademi består af 13 medlemmer.
Skolens elever går normalt ikke i uniform, men en skoleblazer forsynet med skolens logo bæres ved særlige lejligheder.
I 2022 anklagede en kvindelig elev på skolen en mandlig elev for voldtægt. Rektor Kristian Jakobsen, undlod at indgive en politianmeldelse og forsøgt selv at løse konflikten. Den kvindelige elev lagde efterfølgende sag an mod rektor ved Julie Stage. Rektor blev frifundet eftersom Undervisningsministeriet, der er øverste ledelse for en statsskole, ikke havde udarbejdet retningslinjer for hvorledes rektor skulle håndtere voldtægter mellem elever. Den mandlige elev er sidenhen blevet frifundet i voldtægten og kvinden er tiltalt for falsk anmeldelse og for at lyve i retten. Sidenhen er rektor Kristian Jakobsen blevet sigtet for grov forsømmelse og skødesløshed og for at handle i strid med underretningspligten i en sag om voldtægt på skolen.

## Sorø Akademis Kostskole
Sorø Akademis Kostskole er en kostskole, der hører under Sorø Akademi. Beboerne er elever i gymnasiet på Sorø Akademis Skole. Kosteleverne, som også kaldes alumner, er fordelt på forskellige huse, der alle på nær Rektorgården er opkaldt efter personer, som har haft en betydning for skolens og klosterets historie. Hvert hus har sin egen kostlærer, som også kaldes præceptor.

### Husene
- Rektorgården
  - Forbygningen
  - Bagbygningen
- Skjalm Hvides Hus
- Nye Alumnat
  - Bülows Hus
  - Heises Hus
  - Absalons Hus
  - Frederik den 2.s Hus
  - Holbergs Hus
  - Hauchs Hus

## Soransk Samfund
Soransk Samfund er elevforening for Sorø Akademis Skole. Foreningen har godt 1700 medlemmer. Stiftet 1862.
Soransk Samfund står for arrangementer til støtte og bevarelse af sammenholdet mellem "Gammelsoranere" (studenter og realister med eksamen fra Sorø Akademis skole). Af selskabelige arrangementer kan nævnes Soransk Samfunds Årsfest som afholdes på Sorø Akademi hvert efterår, udflugter, foredrag og sportsarrangementer. Hvert år fejrer samfundet Ludvig Holbergs fødselsdag d. 3. december ved at tage i Det Kongelige Teater.
Soransk Samfund har stået for opførelsen af kollegiet Soranernes Hus på Frederiksberg (Solvej 1), hvor der er plads til 53 studerende, som gammelsoranere har førsteret til at bebo. På 5. og øverste sal i denne bygning ligger Hauerslevsalen, som fungerer som festsal for husets beboere, og her afholdes der frokost for alle Gammelsoranere, den første torsdag i hver måned.
Soransk Samfund udgiver Soranerbladet og driver Webstedet Soranerarkivet.
Samfundet støtter udgivelser af materiale vedrørende Sorø Akademi og administrerer flere legater.
Medlemskab opnås ved eksamen fra Sorø Akademi, tidligere ansættelse som lærer eller medlemskab af Stiftelsen.

## Stiftelsen Sorø Akademi
Stiftelsen Sorø Akademi er en erhvervsdrivende fond med 4979 hektar landbrugsjord og skove, der har til formål at drive Sorø Akademis Skole. Dette er siden 1958 opnået ved, at stiftelsen stiller bygningerne vederlagsfrit til rådighed for skolen.
Stiftelsen Sorø Akademi stiller den enhver tid siddende undervisningsminister villaen "Villereden" med udsigt til Sorø Sø til rådighed og fri benyttelse.

## Arkitektur
- Klosterporten opført 1160-70, ombygget 1200
- Professorboligerne Ingemanns Hus og Molbechs Hus er de overlevende rester af Laurids de Thurahs og Holger Rosenkrantz' barokke anlæg fra 1738-40
- Hovedbygningen er opført i klassicisme 1823-27 af Peder Malling
- Naturfagsbygningen er fra 1901 af Vilhelm Petersen
- Fraterbrønden er fra 1912 af Martin Nyrop
- De gamle alumnatsbygninger er fra 1957-63 af Hoff & Windinge
- Den nye alumnatsbygning "Skjalm Hvide" er fra 2000-01 af BBP Arkitekter
- Science Center opført 2007-09 efter tegninger af Kjær & Richter[4]

## Overhofmestre/rektorer
Denne liste er ufuldstændig; hjælp gerne med at udfylde den.
- 1611 Jens Dinesen Jersin

1623-1665:
- 1629-1640 Just Høg
- 1641-1646) Rasmus Vinding
- 1649-1653 Falk Gøye
- 1653-1665 Jørgen Rosenkrantz

Ledere af Sorø Skole:
- 1703-1712 Johan Diderik Grüner
- 1712-1735 Jacob Frants von der Osten
- 1735-1747 Wilhelm August von der Osten

1747-1798:
- 1747-1754 Heinrich 6. af Reuss-Köstritz
- 1754-1760 Carl Juel
- 1760-1764 Frederik Danneskiold-Samsøe
- 1764-1766 ?
- 1766-1781 Wolf Veit Christoph von Reitzenstein
- 1781-1784 Carl Adolph Raben
- 1784-1787 Gregers Christian Haxthausen
- 1787-1798 ?

1826-1849:
- 1822-1830 Erik Gjørup Tauber
- 1830-1837 Hector Frederik Janson Estrup
- 1837-1843 Georg Holger Waage
- 1843-1849 E.F.C. Boisen

1849-nu:
- 1849-1863 E.F.C. Boisen
- 1863-1882 Paul Hagerup Tregder
- 1882-1894 Peder Knudsen Blichert
- 1894-1911 Bartholomæus Hoff
- 1911-1941 Henrik Raaschou-Nielsen
- 1941-1943 Axel Jürgensen West
- 1943-1954 Paul Hugo Bohn
- 1954-1958 Sigurd Højby
- 1958-1981 Arne Østergaard
- 1981-2003 Erling Kristensen
- 2003-2014 Vibeke Margrethe Hansen
- 2014- Kristian Jacobsen

## Kendte studenter & Soranere (Gammelsoranere)
- 1625: Otte Krag, fører for adelens modstand mod Enevælden (1611-1666)
- 1626: Frederik 3., konge af Danmark og Norge (1648-1670)
- 1626: Erik Rosenkrantz, stiftamtmand
- 1629: Christian Rantzau (1614-1663), rigsgreve og overstatholder
- 1636: Valdemar Christian, greve til Slesvig og Holsten
- 1647: Ulrik Christian Gyldenløve (søn af Christian 4.), officer
- 1648: Corfitz Trolle, gehejmeråd
- 1648: Niels Juel, søofficer
- 1649: Eiler Holck, baron og officer
- 1660: Just Høg, diplomat og vicestatholder i Norge
- 1674: Valdemar Reedtz, godsejer, amtmand og officer
- 1718: Otto Thott, lensgreve, gehejmeråd, statsmand, bog- og kunstsamler, godsejer, begravet i Sorø kirke
- 1724: Christopher Schøller, overberghauptmand i Norge
- 1746: Conrad Ditlev Knuth, lensbaron
- 175?: Frederik Christian Skeel, godsejer og gehejmeråd
- 1757: Marcus Gerhard Rosencrone, godsejer, diplomat, kammerherre og gehejmestatsminister
- 1765: Vilhelm Mathias Skeel, amtmand
- 1767: Johan Ludvig Reventlow, lensgreve, godsejer og politiker
- 1770: Peder Wormskiold, deputeret
- 1771: Johan Bülow, hofmarskal
- 1776: Otto Didrik Schack, lensgreve og generalmajor
- 1783: Christian Rosenkrantz, lensbaron
- 1802: Christian Molbech, historiker og litteraturhistoriker
- 1826: Carl Bagger, forfatter
- 1828: Harald Raasløff, minister
- 1828: Johan Sigismund Schulin,godsejer, kammerherre, hofjægermester og amtmand
- 1831: Mathias Hans Rosenørn, stiftamtmand og indenrigsminister
- 1832: Viggo Rothe, jernbanedirektør
- 1832: W.C.E. Sponneck, rigsgreve, finansminister og medlem af Den Grundlovgivende Rigsforsamling
- 1832: Carl Tolderlund, læge
- 1835: C.E. Frijs, politiker og statsminister
- 1835: Theodor Rosenørn-Teilmann, stamhusbesidder, kultur- og justitsminister
- 1835: Theodor August Jes Regenburg, departementschef og stiftamtmand
- 1836: Wilhelm Sophus Andreas von Rosen, læge og politiker
- 1836: Hans Rudolph von Scholten, borgmester, dommer, politimester
- 1841: C.A.A.F.J. Brun, officer og kammerherre
- 1845: Frederik Vermehren, maler og professor
- 1845: Peter Petersen Freuchen, professor
- 1845: Ludvig Brockenhuus-Schack, amtmand og politiker
- 1846: Carl Steen Andersen Bille, journalist og politiker
- Fredrik Bajer (elev 1848-54, fuldførte ikke)
- 1851: H.R. Hiort-Lorenzen, journalist og forfatter
- 1855: Sophus Schandorph, teolog og forfatter
- 1859: Peter Torst, maler og officer
- Martin Nyrop, arkitekt (elev 1859-65, fuldførte ikke)
- 1862: Kristian Zahrtmann, maler
- 1863: Otto Borchsenius, redaktør og forfatter
- 1869: Bertel Adler, grosserer
- 1870: Frederik Raben-Levetzau, lensgreve og udenrigsminister
- 1871: Karl Madsen, maler og kunsthistoriker
- 1873: Hans Peter Lindeburg, maler
- 1875: Herman Bang, forfatter
- 1879: Morten Dreyer, redaktør
- 1879: Marius Godskesen, overretssagfører og borgmester
- 1882: Vilhelm Andersen, forfatter
- Valdemar Dan, arkitekt (elev 1885-90, student fra Frederiksberg 1892)
- 1886: S.P.L. Sørensen, kemiker
- 1888: Poul Rasmusen, sagfører og politiker
- 1888: Mouritz Mackeprang, historiker og direktør for Nationalmuseet
- 1893: Emil Gauguin, Cand.polyt., konstruktionsingeniør og fodboldspiller.
- 1894: Adam Sophus Danneskiold-Samsøe, greve og maler
- 1895: H.G. Olrik, personalhistoriker
- 1899: K.K. Steincke, politiker, justits- og socialminister
- 1903: N.E. Nørlund, professor, matematiker, astronom og rektor ved Københavns Universitet
- 1909: Johannes Brøndsted, arkæolog og historiker
- 1909: Christian Trampe, greve, officer og modstandsmand
- 1914: Hermod Lannung, jurist og politiker
- 1915: Sigurd Langberg, skuespiller
- 1916: Ebbe Hamerik, komponist
- 1916: Hans Kirk, forfatter
- 1917: Søren Berg, ingeniør
- 1919: Jørgen-Frantz Jacobsen, forfatter
- 1920: Anton Frederik Bruun, oceanograf og iktyolog, dr. phil.
- 1920: S. A. Andersen, geolog, dr. phil.
- 1920: Christian Elling, professor, kunsthistoriker og arkitekturforsker
- 1922: Aage Kann Rasmussen, ingeniør
- 1926: Gunnar Seidenfaden, dansk diplomat og botaniker.
- 1927: Mogens Boisen, officer og oversætter
- 1927: Dan Fink, arkitekt
- 1927: Villum Kann Rasmussen, ingeniør
- 1929: Erik Seidenfaden, journalist og redaktør
- 1929: Jonas Bruun, højesteretssagfører
- 1933: Peer Kornbeck, ingeniør og adm. direktør
- 1945: Jakob Balling, kirkehistoriker og professor
- 1948: Piet van Deurs, journalist og forfatter
- 1952: Mogens Koktvedgaard, jurist og professor
- 1953: Jørgen Sestoft, arkitekt og professor
- 1956: Jan Stage, journalist og forfatter
- 1957: Klaus Høeck, digter
- 1958: Christian Eugen-Olsen, fhv. ceremonimester (realeksamen)
- 1963: Niels Skousen, komponist og skuespiller
- 1967: Hans Engell, journalist og fhv. minister
- 1970: David Gress, filolog og samfundsdebattør
- 1972: Henrik Jandorf, skuespiller og officer
- 1975: Hans Ole Thers, organist, komponist
- 1976: Gert Grevenkop-Castenskiold, erhvervsmand
- 1981: Gert Jørgensen, borgmester i Sorø
- 1984: Niels Thorborg, dansk erhvervsmand og iværksætter
- 1999: Michael Schøt, stand-up komiker